# Comodo Internet Security
Comodo Internet Security (abreviado como CIS) es una suite de seguridad freemium, desarrollada y distribuida por Comodo Group, que proporciona protección antivirus, firewall personal, sandbox y un sistema de prevención de intrusiones basado en host (HIPS).

## Historia
CIS 4.0, añadió un sandbox a "Defense +" para aislar y ejecutar aplicaciones desconocidas. El sistema de prevención de intrusiones basado en host de Comodo, llamado "Defense +", está diseñado para brindar protección contra malware desconocido.
CIS 5.0, añadió la capacidad de detección en la nube. Como no podía limpiar completamente el malware detectado, se desarrolló "Comodo Cleaning Essentials", como un complemento para el programa.
CIS 6.0 lanzado en febrero de 2013, proporcionó una revisión importante de la interfaz de usuario y nuevas características, como un entorno de escritorio protegido dentro de un sandbox.
CIS 7.0 se lanzó en abril de 2014. Esta versión incluye una nueva herramienta de monitorización de virus llamada "Virus Scope" y funciones de filtrado Web que proporcionan control sobre el acceso de los usuarios al contenido web.
CIS 8.0 se lanzó al público en general el 3 de noviembre de 2014. Esta versión incluye funciones mejoradas de auto-sandboxing. 
CIS 10 se lanzó oficialmente el 22 de diciembre de 2016. La versión 10 Incluye protección de malware durante las transacciones en línea.

## Recepción
El analista de seguridad de PC Magazine, Neil J. Rubenking, testeó Comodo Firewall Pro 3.0 y Comodo Internet Security 3.5 el 3 de noviembre de 2008, dando 4.5 de 5 a la primera y 2.5 a la segunda. Elogió las capacidades del cortafuego pero criticó sus capacidades antimalware.
El 28 de mayo de 2009, Roboert Vamosi de PC World analizó Comodo Internet Security 3.8 y le dio un puntaje de 1 de 5, criticándolo por su "decepcionante detección de malware" basado en el resultado de AV-TEST y el "set de características limitadas".
Tres años más tarde, los resultados de Comodo Antivirus mejoraron significativamente . El 30 de enero de 2012, Rubenking testeó Comodo Internet Security 2012 Pro (v5.0), dándole 4 estrellas de 5. Elogió su servicio de soporte y características antimalware, pero  criticó el firewall y la falta de control parental, antispam, antiphishing, características de protección de la privacidad, y los bajos índices por parte de los laboratorios independientes.

En una revisión del 9 de enero de 2013, Techworld otorgó a Comodo Internet Security Pro 2013 4 de 5 estrellas y concluyó que "el análisis basado en la nube y el análisis de comportamiento se une a un conjunto de herramientas de seguridad de primera categoría, diseñadas para mantener su PC segura.
AV-TEST, un laboratorio de pruebas antivirus con sede en Alemania, probó Comodo. Los productos que superan el estándar de la industria (medido por la puntuación media de los productos participantes) se les otorga un certificado. Comodo Internet Security participó en sus pruebas desde 2010, y por primera vez en febrero de 2013, Comodo Internet Security Premium versión 6.0 obtuvo el certificado AV-TEST en el campo de los productos para el hogar.